# Butter (bài hát)
"Butter" là một bài hát của nhóm nhạc nam Hàn Quốc BTS. Bài hát được phát hành dưới dạng đĩa đơn kỹ thuật số vào ngày 21 tháng 5 năm 2021 thông qua Big Hit Music và Sony Music như đĩa đơn tiếng Anh thứ hai của nhóm. Thuộc thể loại disco-pop, dance-pop và EDM, bài hát được viết bởi Jenna Andrews, Robert Grimaldi, Stephen Kirk, RM, Alex Bilowitz, Sebastian Garcia và Ron Perry với việc sản xuất được thực hiện bởi Grimaldi, Kirk và Perry. Khi phát hành, "Butter" nhận được nhiều đánh giá tích cực từ các nhà phê bình âm nhạc với những lời khen ngợi về tính bắt tai của bài hát. Bài hát thành công về mặt thương mại, dẫn đầu nhiều bảng xếp hạng ở Hàn Quốc, Nhật Bản, Malaysia, Mexico, Singapore và Hoa Kỳ cũng như bảng xếp hạng Global 200 của Billboard. Bài hát cũng ra mắt trong top 10 tại hơn 30 quốc gia khác trên toàn thế giới. Một phiên bản remix có sự góp giọng của nữ rapper người Mỹ Megan Thee Stallion cũng được phát hành.

## Thu âm
Chia sẻ về quá trình tạo nên "Butter", Variety dẫn lời của RM trong một buổi phỏng vấn với Apple Music rằng "nhóm chưa bao giờ mong đợi sẽ phát hành một đĩa đơn khác, nhưng virus ngày càng kéo dài lâu hơn nên chúng tôi nghĩ rằng chúng tôi cần một bài hát khác về mùa hè. Chúng tôi nghĩ rằng chúng tôi cần một số chủ đề khác về mùa hè và Butter hoàn toàn phù hợp cho điều đó. Và hiện giờ chúng tôi đang ở đây". J-Hope cho biết quá trình thu âm diễn ra rất "mượt mà" và bài hát "tập trung nhiều hơn vào việc thể hiện nét quyến rũ của từng thành viên so với 'Dynamite'".

## Sáng tác và lời bài hát
Các báo cáo ban đầu về "Butter" cho biết bài hát là "một bản nhạc dance-pop tràn ngập sự quyến rũ và mượt mà, nhưng đầy lôi cuốn của BTS". Rolling Stone mô tả bài hát là "một lễ kỷ niệm dance-pop tinh khiết, sôi nổi theo phong cách hoài cổ của Bruno Mars" với RM chia sẻ với tạp chí rằng bài hát "[là] rất năng động" và "rất ngắn gọn". Forbes gọi bài hát là một "bản nhạc disco-pop lan truyền" tương tự như "Dynamite" với "nhịp đập rộn ràng, nhiều âm trầm và đoạn điệp khúc thú vị". Sau khi phát hành, "Butter" được phân loại là một bài hát mang âm hưởng của thập niên 1980 và thập niên 1990, thuộc thể loại dance-pop và EDM với yếu tố của pop rap. Bài hát được sáng tác trong số chỉ nhịp 4
4 dựa trên nốt A♭ trưởng với nhịp độ 110 nhịp mỗi phút. Khoảng giọng của BTS trải dài từ A♭3 đến E♭5.
Tại buổi họp báo được tổ chức vào ngày phát hành, RM tiết lộ rằng trong khoảng thời gian mà BTS dự định tham gia vào quá trình sản xuất đĩa đơn tiếp theo của nhóm, "Butter" vốn dĩ "khá hay" và "khá hoàn chỉnh" khi họ nhận được bài hát, vì vậy họ quyết định chọn bài hát này trong số "rất nhiều bài hát" được gửi đến cho họ để xem xét. Anh giải thích thêm rằng anh "đã thay đổi hoặc bổ sung thêm vào khoảng một nửa số phần rap gốc của bài hát" bởi vì "một số phân đoạn chẳng hạn như phần rap không hoàn toàn phù hợp với phong cách của chúng tôi" và mặc dù vẫn còn "một vài thiếu sót" trong khả năng thông thạo tiếng Anh của anh "nhưng chúng lại hòa hợp rất nhanh vì không có quá nhiều phân đoạn rap trong bài hát". Suga cũng thử viết lời cho bài hát này do anh tích cực theo học tiếng Anh trong năm trước đó, nhưng rào cản ngôn ngữ vẫn còn là một vấn đề, vì vậy đề xuất của anh "ngay lập tức bị loại bỏ". Về mặt ca từ, tương tự như "Dynamite", "Butter" không chứa đựng "thông điệp nặng nề"; Jimin lưu ý rằng không có ý nghĩa sâu xa nào đằng sau bài hát và mục tiêu là cho chúng "dễ nghe".
Một đoạn giới thiệu cho video âm nhạc được phát hành vào ngày 18 tháng 5 cung cấp bản xem trước đầu tiên của lời bài hát; phân đoạn "Get it! Let it roll!" được nghe thoáng qua ở cuối đoạn clip. Các phương tiện truyền thông Hàn Quốc sau đó đưa tin rằng lời bài hát của "Butter" gửi gắm "lời tỏ tình dễ thương cho một tình yêu ngọt ngào, lãng mạn" và có "sức hút vô song của BTS mịn như bơ đang tan chảy trong bài hát".

## Phát hành và quảng bá
Ngày 5 tháng 4 năm 2021, vài ngày sau khi phát hành đĩa đơn "Film Out", có thông tin tiết lộ rằng BTS sẽ phát hành một đĩa đơn khác vào tháng 5. Tuy nhiên, Big Hit Music phản hồi lại rằng "chúng tôi sẽ tiết lộ kế hoạch của các nghệ sĩ sau khi chúng được hoàn thiện." Ngày 26 tháng 4, nhóm công bố tên và ngày phát hành của đĩa đơn thông qua một buổi phát sóng trực tiếp dài 1 giờ trên YouTube với hình ảnh về một khối bơ dần tan chảy. Video có đồng hồ đếm ngược với nhạc nền là âm thanh nhà bếp và dòng chữ "Butter" và "21 tháng 5, 2021" lần lượt xuất hiện ở cuối đoạn video. Buổi phát sóng trực tiếp thu về hơn 12,8 triệu lượt xem. Hình ảnh khái niệm và đoạn giới thiệu của các thành viên được tiết lộ thông qua phương tiện truyền thông xã hội chính thức của nhóm vào những tuần sau đó. Nhóm tổ chức một buổi họp báo toàn cầu dài 1 giờ sau khi phát hành đĩa đơn.
BTS xuất hiện với tư cách khách mời đầu tiên trong dự án độc quyền mới của Big Hit là Big Hit Music Record trên Melon Station vào ngày 21 tháng 5 nhằm giới thiệu "Butter" và tham gia phần hỏi đáp với người hâm mộ. Đĩa đơn được truyền phát trên đài phát thanh hit đương đại của Hoa Kỳ vào ngày 25 tháng 5 năm 2021. Ngày 27 tháng 5, Big Hit thông báo về việc phát hành bản remix house bass electro-dance của bài hát, "Butter" (Hotter Remix) như một lời tri ân đến người hâm mộ vì sự ủng hộ của họ. Thông báo đi kèm với hình ảnh khái niệm cho "phiên bản Hotter" — 7 hình ảnh solo và 1 hình ảnh nhóm — với khái niệm khác với phiên bản gốc. Bản remix và video âm nhạc của bài hát được phát hành trên tất cả các nền tảng phát trực tuyến toàn cầu vào lúc nửa đêm ngày 28 tháng 5.
Bản phát hành CD đĩa đơn của "Butter" bao gồm "Permission to Dance", bài hát được viết bởi Ed Sheeran, Johnny McDaid, Steve Mac và Jenna Andrews với việc sản xuất được thực hiện bởi Mac, Stephen Kirk và Andrews. Được phát hành vào ngày 9 tháng 7, danh sách bài hát cũng bao gồm phiên bản nhạc cụ của 2 bài hát.
Megan Thee Stallion tuyên bố rằng hãng thu âm 1501 Certified Entertainment của cô đã cố gắng ngăn chặn phát hành bản remix có sự góp giọng của cô. Stallion cho biết CEO của hãng thu âm là Carl Crawford không chấp thuận bài hát này vì "nó sẽ không tốt cho sự nghiệp của cô", dẫn đến việc Stallion phải nhờ đến sự trợ giúp từ một tòa án của bang Texas. Bản remix sau cùng được phát hành theo kế hoạch vào ngày 27 tháng 8.

## Đánh giá chuyên môn
Viết cho NME, Rhian Daly đánh giá "Butter" là "một bản nhạc dance-pop rõ ràng và sắc nét, không thể phủ nhận sự thú vị hoặc những câu luyến láy đáng nhớ" và cảm thấy đây là một ứng cử viên mạnh mẽ cho bài hát của mùa hè. Tom Breihan của Stereogum mô tả bài hát là "một bản nhạc retro-disco hoàn chỉnh, một bài hát dành cho các bữa tiệc. Đó là một bài hát dành cho bữa tiệc lớn, mượt mà." và so sánh bài hát với Random Access Memories của Bruno Mars và Daft Punk. Zach Seemayer của Entertainment Tonight viết rằng đoạn điệp khúc của bài hát với phần lời mở đầu "thực sự hấp dẫn" và "vui nhộn", "mang dấu ấn của một bản hit thực sự với tiềm năng là bài hát của mùa hè". Althea Legaspi của Rolling Stone mô tả bài hát là một "bản nhạc dance dễ chịu, quyến rũ". Mary Siroky của Consequence vinh danh "Butter" là bài hát của mùa hè và "một bài hát hấp dẫn, tràn đầy sức sống trên dàn bassline gây nghiện". Dave Holmes của Esquire gọi bài hát là "không thể cưỡng lại", cho biết "Butter" "tràn ngập những niềm vui mà chúng ta đã trì hoãn kể từ tháng 3 năm ngoái". Bài hát được Billboard vinh danh là bài hát số 1 trong số các bài hát của mùa hè năm 2021 tính đến ngày 3 tháng 7.
| Nhà xuất bản      | Danh sách                               | Vị trí | Nguồn  |
| ----------------- | --------------------------------------- | ------ | ------ |
| Billboard         | 25 bài hát K-pop xuất sắc nhất năm 2021 | 6      | [ 37 ] |
| Consequence       | 50 bài hát xuất sắc nhất năm 2021       | 1      | [ 38 ] |
| The Guardian      | 20 bài hát xuất sắc nhất năm 2021       | 11     | [ 39 ] |
| Los Angeles Times | 100 bài hát xuất sắc nhất năm 2021      | 59     | [ 40 ] |
| NME               | 50 bài hát xuất sắc nhất năm 2021       | 10     | [ 41 ] |
| Rolling Stone     | 50 bài hát xuất sắc nhất năm 2021       | 16     | [ 42 ] |
| Uproxx            | Những bài hát xuất sắc nhất năm 2021    | —      | [ 43 ] |

## Video âm nhạc

### Bối cảnh và tóm tắt

BTS đánh vần tên gọi người hâm mộ của mình, "ARMY", trong khi RM (giữa) đọc rap phân đoạn "Got Army right behind us when we say so". Cả lời bài hát và cảnh quay đều là một lời tri ân đặc biệt dành cho người hâm mộ của nhóm.

Video âm nhạc cho "Butter" được bắt đầu bằng đoạn video giới thiệu dài 23 giây được đăng tải trên kênh YouTube chính thức của Hybe Labels vào ngày 18 tháng 5. Đoạn clip ngắn đơn sắc cho thấy BTS diện những bộ đồ "lấy cảm hứng từ disco", đứng bất động trong một hàng. Âm thanh sau đó "chuyển sang sự hòa hợp những nốt trầm, lấy cảm hứng từ những năm 1980". Đoạn giới thiệu kết thúc bằng cảnh quay một chồng bánh kếp phủ đầy xi-rô với thanh bơ hình vuông bên trên. Billboard mô tả "giai điệu sôi nổi" của đoạn giới thiệu "gợi nhớ đến "Another One Bites the Dust" của Queen. Rolling Stone India cũng ghi nhận "mối tương quan âm nhạc mạnh mẽ" của đoạn giới thiệu với bài hát của Queen. Đoạn giới thiệu đạt hơn 26 triệu lượt xem trong 24 giờ đầu tiên và vượt ngưỡng 35 triệu lượt xem ngay sau đó.
Khoảng 15 phút trước khi phát hành video âm nhạc, BTS xuất hiện trong một buổi đếm ngược đặc biệt trên kênh Hybe Labels nhằm thảo luận về bài hát trong khi làm bánh mì bơ — được phát hành cùng thời điểm với đĩa đơn vào lúc nửa đêm EST. Video mở đầu bằng cảnh quay Jungkook bước vào khung hình khi anh ngân nga những phân đoạn mở đầu của bài hát. Xen kẽ là "những phân cảnh màu đen trắng đầy nổi bật" của nhóm khi "diện những bộ suit lịch lãm" cùng nhau nhảy theo một "dàn nhạc gõ mạnh mẽ" — được nghe lần đầu tiên trong đoạn giới thiệu vào ngày 18 tháng 5 — và đứng theo một đội hình trong khi cầm những tấm biển mugshot có ghi tên của họ trên đó. Sau đó, video "chuyển sang [một] phân cảnh màu sắc đầy phong phú và sống động", trong khi nhóm biểu diễn "tràn đầy năng lượng", "bước nhảy nhanh nhẹn" ở một số "địa điểm rực rỡ với ánh sáng đầy đủ màu sắc, dịu nhẹ... trên hàng loạt các phông nền rực rỡ" chẳng hạn như một phòng tập thể dục (trong khi diện "quần áo thể thao của mùa hè"), một buổi họp báo giả, một thang máy và "sân khấu dưới ánh đèn nhấp nháy" trong "bộ lễ phục màu đen và vàng". Đoạn video kết thúc với phân cảnh J-Hope đang thưởng thức một miếng bơ lớn.
Vũ đạo của video "phản ánh [những] cảm xúc lạc quan, thích thú của bài hát" với J-hope cho biết nhóm cố gắng truyền đạt "rất nhiều cảm xúc" vào đó. Những động tác đặc trưng bao gồm "hôn tay, [cho] cái nhìn tinh nghịch hoặc vuốt tóc ra sau". Video cũng có "chuỗi thang máy đầy màu sắc, sẵn sàng cho TikTok", trong đó các thành viên tự do thể hiện những bước nhảy của họ, bao gồm cả động tác "bôi nước hoa trong tưởng tượng". Tại một thời điểm, các thành viên trong nhóm đồng loạt dùng cơ thể của mình để tạo thành cụm từ "ARMY" như một sự tôn kính đặc biệt dành cho người hâm mộ của họ.

### Đón nhận
Buổi công chiếu video âm nhạc của "Butter" thu hút hơn 3,9 triệu lượt người xem trực tiếp; lượt xem công chiếu cao nhất trên YouTube, vượt ngưỡng hơn 3 triệu lượt trực tiếp mà "Dynamite" từng đạt được vào tháng 8 năm 2020 và thiết lập kỷ lục mới mọi thời đại cho video âm nhạc có lượt xem công chiếu cao nhất trên nền tảng này. Video âm nhạc của "Butter" là video YouTube nhanh nhất đạt 10–100 triệu lượt xem, đạt được 10 triệu lượt xem trong 13 phút đầu tiên — "Dynamite" đạt được thành tích này trong 20 phút và đạt được 100 triệu lượt xem trong 21 giờ — nhanh hơn 3 giờ so với "Dynamite". Đồng thời trở thành video được xem nhiều nhất trên YouTube trong 24 giờ đầu tiên, thu về 108,2 triệu lượt xem — một mức cao kỷ lục mọi thời đại khác trên nền tảng này — và thiết lập 4 kỷ lục Guinness thế giới mới. Tính đến tháng 5 năm 2021, BTS hiện đang nắm giữ 2 vị trí hàng đầu cho kỷ lục video âm nhạc có lượt xem công chiếu cao nhất trên YouTube và video được xem nhiều nhất trong 24 giờ đầu tiên trong lịch sử của nền tảng này. "Butter" vượt qua 200 triệu lượt xem vào ngày 25 tháng 5, vượt qua tất cả các kỷ lục cho đến thời điểm đó chỉ trong 4 ngày và 1 giờ, so với 4 ngày và 12 giờ của "Dynamite". Ngày 28 tháng 6, "Butter" trở thành đĩa đơn quán quân trụ hạng lâu nhất của một nhóm nhạc trong lịch sử Hot 100, phá vỡ kỷ lục 23 năm do Aerosmith nắm giữ với "I Don't Want to Miss a Thing" (1998).
Zach Seemayer của Entertainment Tonight viết rằng, video âm nhạc "dẫn dắt người hâm mộ vào một cuộc hành trình ngoạn mục trong cả thiết kế bối cảnh, phối màu và trang phục".

### Phiên bản "Hotter", "Sweeter" và "Cooler" Remix
Sau khi ra mắt phiên bản remix đầu tiên mang tên "Hotter Remix", nhóm phát hành phiên bản remix thứ hai và thứ ba mang tên "Sweeter Remix" và "Cooler Remix" vào đầu tháng 6. Phiên bản thứ hai mang tên "Hotter Remix" của video âm nhạc được phát hành vào ngày 26 tháng 5.

## Diễn biến thương mại
Với 11,042 triệu lượt phát trực tuyến trong ngày đầu tiên phát hành trên bảng xếp hạng Spotify toàn cầu, "Butter" thiết lập kỷ lục mới mọi thời đại cho bài hát mới ra mắt có lượt phát trực tuyến cao nhất trong lịch sử nền tảng — "I Don't Care" của Ed Sheeran và Justin Bieber từng nắm giữ kỷ lục này kể từ tháng 5 năm 2019 với 10,977 triệu lượt phát trực tuyến trong ngày đầu tiên — và thiết lập kỷ lục Guinness thế giới cho thành tích này. Điều này cũng đánh dấu thành tích cá nhân mới cho BTS, phá vỡ kỷ lục ra mắt cao nhất trước đó của nhóm là 7,778 triệu lượt trực tuyến với "Dynamite" vào tháng 8 năm 2020. Với hơn 20,9 triệu lượt phát trực tuyến toàn cầu, "Butter" thiết lập một kỷ lục khác cho lượt phát trực tiếp cao nhất trong một ngày của bất kỳ bài hát nào trên Spotify.

### Châu Á
"Butter" ra mắt ở vị trí số 4 trên bảng xếp hạng Gaon Digital Chart của Hàn Quốc, ở vị trí số 35 trên Gaon Streaming Chart và ra mắt ở vị trí số 1 trên Gaon Download Chart.
Tại Nhật Bản, "Butter" ra mắt ở vị trí số 1 trên bảng xếp hạng Oricon Daily Digital Singles vào ngày 21 tháng 5 năm 2021 với 27.772 lượt tải. Đây là doanh thu kỹ thuật số cao nhất trong ngày đầu tiên phát hành của BTS tại quốc gia này, vượt qua "Film Out" với 23.344 bản trong ngày đầu tiên. Chỉ với 3 ngày khả dụng trong khoảng thời gian theo dõi từ ngày 17–23 tháng 5, đĩa đơn liên tục duy trì vị trí số 1 trên bảng xếp hạng hàng ngày trong khoảng thời gian đó, "Butter" ra mắt ở vị trí số 1 trên bảng xếp hạng Oricon Weekly Digital Singles vào ngày 31 tháng 5 năm 2021 với tổng cộng 52.821 lượt tải, mang lại cho nhóm đĩa đơn quán quân thứ hai trong năm chỉ sau "Film Out". Đĩa đơn cũng dẫn đầu bảng xếp hạng lượt phát trực tuyến hàng tuần trong cùng khoảng thời gian với 16.607 triệu lượt phát trực tuyến, đánh dấu lần ra mắt phát trực tuyến hàng tuần cao nhất trong lịch sử bảng xếp hạng Oricon và đưa BTS trở thành nghệ sĩ có nhiều đĩa đơn nhất (3 bài hát, bao gồm "Dynamite" và "Film Out") trên bảng xếp hạng. "Butter" trở thành bài hát thứ ba của nhóm vượt hơn 10 triệu lượt phát trực tuyến chỉ trong 1 tuần, giúp BTS trở thành nghệ sĩ có nhiều bài hát nhất (3 bài hát, bao gồm "Dynamite" và "Film Out") đạt được thành tích này trong lịch sử bảng xếp hạng Oricon. Trên bảng xếp hạng Billboard Japan Hot 100 vào ngày 26 tháng 5 năm 2021 trong cùng một khoảng thời gian, đĩa đơn đạt vị trí số 2, đồng thời dẫn đầu bảng xếp hạng lượt phát trực tuyến và lượt tải. Ngày 28 tháng 5, Billboard Japan báo cáo rằng "Butter" tích lũy được 14.835 triệu lượt phát trực tiếp chỉ trong 3 ngày, trong khoảng thời gian của bảng xếp hạng (24–30 tháng 5) và vượt qua kỷ lục được thiết lập bởi "Homura" của LiSA vào năm 2020 với 7.526 triệu lượt phát từ ngày 19 đến 21 tháng 10. Vào cuối khoảng thời gian theo dõi (19–25 tháng 10), "Homura" tích lũy tổng cộng 18.901 triệu lượt phát trực tuyến và là lượt phát trực tuyến cao nhất trong lịch sử bảng xếp hạng Billboard Japan — "Butter" đạt được hơn 75% lượt phát trực tuyến của "Homura" trong vòng chưa đầy 1 nửa thời gian. Tháng 7, đúng 72 ngày sau khi phát hành, bài hát được Hiệp hội Công nghiệp Ghi âm Nhật Bản (RIAJ) trao chứng nhận Bạch kim sau khi vượt hơn 100 triệu lượt phát trực tuyến, trở thành đĩa đơn nhanh nhất nhận được chứng nhận trong lịch sử RIAJ. Tháng 8, phiên bản vật lý của đĩa đơn đã vượt hơn 250.000 bản và được RIAJ trao chứng nhận Bạch kim. Ngày 1 tháng 9, Oricon thông báo rằng "Butter" là bài hát nhanh nhất trong lịch sử của bảng xếp hạng vượt hơn 200 triệu lượt phát trực tuyến, đạt được thành tích này trong 15 tuần và phá vỡ kỷ lục trước đó của "Homura" là 19 tuần.

### Hoa Kỳ
Theo Mediabase, "Butter" được bổ sung vào tất cả 180 đài phát thanh 40 bài hát hàng đầu của Hoa Kỳ và nhận được tổng cộng 2.217 lượt phát trong tuần đầu tiên. Điều này khiến bài hát trở thành bài hát đầu tiên của một nghệ sĩ quốc tế trở thành bài hát được bổ sung nhiều nhất trên đài phát thanh trong tuần đầu tiên phát hành và BTS là nhóm nhạc đầu tiên đạt được thành tích này. Trước đó, "Dynamite" là đĩa đơn được bổ sung nhiều nhất của nhóm trên đài phát thanh khi được phát trên 171 đài trong tuần đầu tiên. Chỉ sau 3 ngày ra mắt, đĩa đơn này ra mắt ở vị trí số 26 trên bảng xếp hạng Pop Airplay của Billboard, đánh dấu lần ra mắt cao nhất trong tuần và cao thứ hai trong năm chỉ sau "Afterglow" của Ed Sheeran ở vị trí số 23 vào tháng 1. Đây là đĩa đơn thứ bảy của BTS ra mắt trên bảng xếp hạng và là một thành tích mới trong sự nghiệp của nhóm.
"Butter" ra mắt ở vị trí số 1 trên bảng xếp hạng Billboard Hot 100 vào ngày 5 tháng 6 năm 2021, mang lại cho BTS đĩa đơn quán quân thứ tư trong vòng chưa đầy 9 tháng. BTS là nhóm nhạc nhanh nhất tích lũy được 4 đĩa đơn quán quân kể từ Justin Timberlake năm 2006–2007, nhóm nhạc đầu tiên kể từ The Jackson 5 năm 1970 và là nhóm nhạc duy nhất sở hữu 3 đĩa đơn quán quân. Bài hát tích lũy được 32,2 triệu lượt nghe trực tuyến, thu về 242,800 lượt tải và 18,1 triệu lượt khán giả nghe đài trên radio trong tuần đầu tiên phát hành. Đánh dấu đĩa đơn thứ bảy của BTS trên bảng xếp hạng Digital Song Sales và doanh số hàng tuần cao nhất kể từ khi "Dynamite" bán được 300.000 bản trên ấn bản ngày 5 tháng 9 năm 2020. Billboard lưu ý rằng doanh số của "Butter" được hỗ trợ bởi phiên bản gốc và phiên bản nhạc cụ của bài hát được giảm xuống 69 xu trong tuần đầu tiên. Bài hát cũng ra mắt ở vị trí số 4 trên bảng xếp hạng Streaming Songs và ra mắt trên Rolling Stone 100 ở vị trí số 2, đánh dấu lần ra mắt cao thứ hai trong năm 2021 chỉ sau "Drivers License" của Olivia Rodrigo và là lần ra mắt có doanh số cao nhất trong năm. "Butter" vẫn đứng đầu bảng xếp hạng Hot 100 và Digital Songs trong 10 tuần không liên tiếp. Trên bảng xếp hạng ấn bản ngày 24 tháng 7 năm 2021, bài hát đạt vị trí số 7 trong khi "Permission to Dance" ra mắt ở vị trí số 1. Tuần sau, bài hát quay trở lại ở vị trí số 1 trên bảng xếp hạng, khiến BTS trở thành nghệ sĩ đầu tiên vươn lên vị trí số 1 trong 2 tuần liên tiếp. Tính đến tháng 7 năm 2021, bài hát bán được 1 một triệu bản tại Hoa Kỳ.

### Châu Âu
Tại Vương quốc Anh, "Butter" là bài hát mới có vị trí cao nhất trên Singles Chart của Official Charts Company trong khoảng thời gian từ ngày 28 tháng 5 đến 3 tháng 6 năm 2021, ra mắt ở vị trí số 3 và trở thành lần ra mắt thứ hai của nhóm trong top 5 trên bảng xếp hạng top 100. Đĩa đơn này cũng là đĩa đơn mới bán chạy nhất trên bảng xếp hạng Downloads Chart, vượt qua vị trí số 2 với doanh số hơn 10.000. Bài hát dẫn đầu bảng xếp hạng lượt tải ở Ireland và ra mắt ở vị trí số 7 trên Irish Singles Chart, trở thành lần ra mắt thứ hai của nhóm trong top 10 tại lãnh thổ này. Tại Đức, "Butter" ra mắt ở vị trí số 7 trên bảng xếp hạng Top 100 Singles, trở thành bài hát có vị trí cao nhất của nhóm và thứ hai trong top 10 tại quốc gia này — "Dynamite" đạt vị trí cao nhất ở vị trí số 8 vào tháng 8 năm 2020.

## Tranh cãi
— RM, tạp chí Billboard.
Trong một bài báo được xuất bản bởi Billboard vào tháng 8 năm 2021, tạp chí chỉ ra rằng người hâm mộ của nhóm đã "thông qua các phương tiện" lợi dụng sơ hở trong bảng xếp hạng để gia tăng vị trí của đĩa đơn như "Butter" ở Hoa Kỳ và đưa bài hát dẫn đầu Hot 100 trong nhiều tuần liền. Mặc dù thành tích trên bảng xếp hạng của các đĩa đơn trên Hot 100 thường phụ thuộc vào việc phát trực tuyến và phát sóng, nhưng thành tích của "Butter" đáng chú ý là do doanh số bán hàng (phần lớn trong số đó đến từ cửa hàng trực tuyến của BTS, cho phép người hâm mộ mua nhiều bản sao của một bài hát, không giống như iTunes) và bằng những nỗ lực huy động vốn do người hâm mộ tổ chức (bao gồm cả việc sử dụng số tiền quyên góp từ người hâm mộ toàn cầu trên các dịch vụ như PayPal để thực hiện các giao dịch mua chỉ được tính vào doanh số tại Hoa Kỳ). Tuy nhiên, một bài báo trên tờ The Korea Times đã đẩy lùi các tuyên bố về việc thao túng bảng xếp hạng. Chứng minh rằng người hâm mộ của các nghệ sĩ khác, chẳng hạn như Justin Bieber và Ariana Grande cũng áp dụng các biện pháp quảng bá tương tự, chỉ ra rằng các biện pháp đó không phải là bất hợp pháp hoặc phi đạo đức và những người hâm mộ tham gia vào các biện pháp đó chỉ đơn thuần là "những người tiêu dùng thông minh dẫn đầu xu hướng toàn cầu".

## Biểu diễn trực tiếp

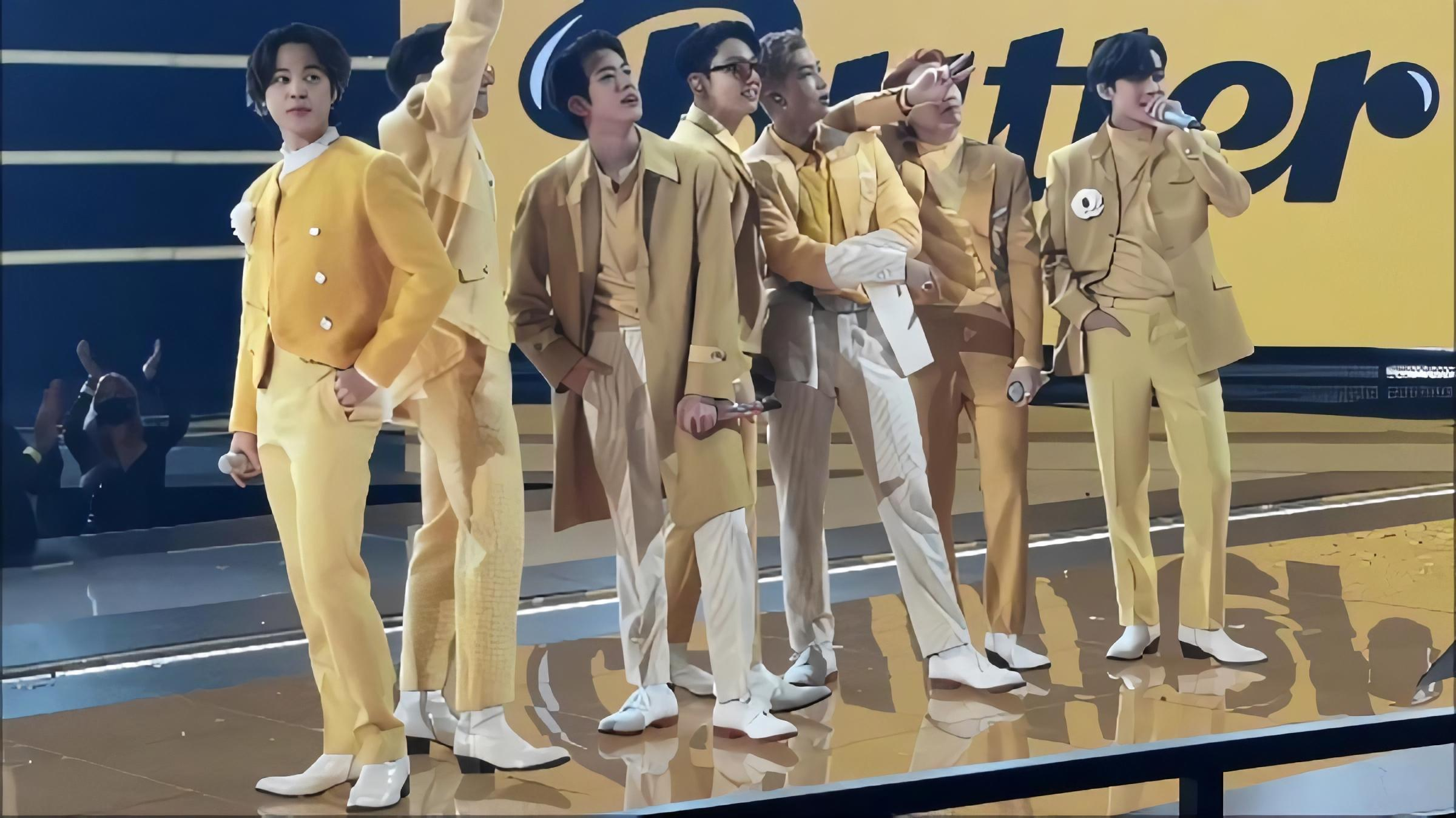
BTS biểu diễn "Butter" tại American Music Awards lần thứ 49 vào ngày 21 tháng 11 năm 2021.

BTS thực hiện buổi biểu diễn trực tiếp đầu tiên từ Hàn Quốc cho "Butter" tại Billboard Music Awards năm 2021 vào ngày 23 tháng 5. Diện những bộ lễ phục màu đen "sang trọng", nhóm biểu diễn bài hát trong khi di chuyển qua nhiều bối cảnh khác nhau. BTS biểu diễn bài hát vào cuối đêm đó trên Late Show with Stephen Colbert. Nhóm là nghệ sĩ đầu tiên được công bố trong đội hình biểu diễn cho Summer Concert Series năm 2021 của Good Morning America, lên sóng vào ngày 29 tháng 5, nơi nhóm biểu diễn "Butter" cùng với "Dynamite". Ngày 1 tháng 7, nhóm biểu diễn cả hai bài hát tại Sirius XM Hits 1.
Buổi biểu diễn ra mắt toàn cầu trên sóng truyền hình cho phiên bản remix hợp tác với Megan Thee Stallion ban đầu được lên kế hoạch cho lễ trao giải American Music Awards năm 2021. Nữ rapper sau đó rút lại sự xuất hiện của mình tại chương trình với lý do cá nhân và thay vào đó là BTS biểu diễn phiên bản gốc của bài hát. Tuần sau, cô bất ngờ xuất hiện trong đêm diễn thứ hai của chuỗi buổi hòa nhạc dài 4 ngày của BTS tại sân vận động SoFi và lần đầu tiên biểu diễn phiên bản remix cùng với nhóm.

## Danh sách bài hát
| - Đĩa than và cassette 1. Butter" – 2:45 - Kỹ thuật số 1. "Butter" – 2:45 2. "Butter" (Instrumental) – 2:42 - Kỹ thuật số (Hotter Remix) 1. "Butter" – 2:44 2. "Butter" (Hotter Remix) – 2:46 3. "Butter" (Instrumental) – 2:42 - Đĩa mở rộng kỹ thuật số (Hotter, Sweeter, Cooler) 1. "Butter" – 2:44 2. "Butter" (Hotter Remix) – 2:46 3. "Butter" (Sweeter Remix) – 2:41 4. "Butter" (Cooler Remix) – 2:41 5. "Butter" (Instrumental) – 2:42 | - CD đĩa đơn và EP kỹ thuật số 1. "Butter" – 2:44 2. "Permission to Dance" – 3:07 3. "Butter" (Instrumental) – 2:42 4. "Permission to Dance" (Instrumental) – 3:07 - Kỹ thuật số (Megan Thee Stallion Remix) 1. "Butter (Megan Thee Stallion Remix)" (hợp tác với Megan Thee Stallion) – 2:44 |